# NGC 5431
NGC 5431 је спирална галаксија у сазвежђу Волар која се налази на NGC листи објеката дубоког неба.
Деклинација објекта је + 9° 21' 47" а ректасцензија 14h 3m 7,2s. Привидна величина (магнитуда) објекта NGC 5431 износи 14,3 а фотографска магнитуда 15,2. NGC 5431 је још познат и под ознакама MCG 2-36-20, CGCG 74-65, PGC 50046.